# Atommag

A hélium-4 atom képi ábrázolása. A magban a két protont piros, a két neutront kék szín jelöli. Az ábra egymástól elkülönülten mutatja a részecskéket, a valóságban azonban a két proton a térben egymással átfedve, nagy valószínűséggel az atommag középpontjában található meg, és ugyanez igaz a neutronokra is, így mind a négy részecske pontosan ugyanazon a helyen fordul elő a legnagyobb valószínűséggel. A különálló részecskék klasszikus képe ezért nem tudja modellezni a nagyon kis atommagokban tapasztalt töltéseloszlást

Az atomok tömegének legnagyobb része egy, az atom térfogatához képest igen kis méretű, pozitív töltésű atommagban koncentrálódik. Az atommag átmérője néhányszor 10−15 m, ami az atom méretének tízezred része. A Rutherford-féle szórási kísérlet eredménye vezette végül Ernest Rutherfordot és Niels Bohrt egy olyan atommodellhez, amelyben a pozitív töltésű pici, de nehéz magot a negatívan töltött elektronok felhője veszi körül. A magban levő protonok száma adja az atom rendszámát, amely semleges atom esetén megegyezik a mag körül keringő elektronok számával. Mivel az elektronszám határozza meg a kémiai viselkedést, ezért az azonos protonszámú magok kémiai szempontból nagyon hasonlóan viselkednek, a protonszám határozza meg azt, hogy valami milyen kémiai elem (például hidrogén vagy vas). Az atommagban levő nukleonok (proton+neutron) teljes száma adja az atom tömegszámát.
Amikor a fizikusok az atommag szerkezetét kezdték vizsgálni, azzal a problémával találták magukat szemben, hogy bár a magban lévő protonok a Coulomb-erő miatt nagy erővel taszítják egymást, az atommag mégis stabil állapotban van. E problémának csak egy megoldása van, a természetben léteznie kell még egy igen rövid hatótávolságú, de nagyon intenzív erőhatásnak, amely az elektromos taszítást kompenzálja. Ez a magerő.
A fizikában általában akkor mondjuk egy rendszerre, hogy ismerjük, ha létezik egy többé-kevésbé minden tulajdonságát megmagyarázó modellünk. Az atommag esetében azonban a modellezés kivételesen nehéz:
- az atommagban jelenlevő részecskék száma 1 és 250 között mozog. Statisztikusan nem lehet tárgyalni, mert ahhoz nagyon kevés részecskénk van, az elméleti mechanika viszont már a háromtest-problémát sem tudja egzaktul megoldani.
- a magerők egzakt formája ismeretlen

Természetesen léteznek különböző modellek, amik jól magyarázzák a mag egyes tulajdonságait.

## Atommagok tulajdonságai

### Tömege
Az atommag tömegét atomi tömegegységben (jele: U vagy ATE) a következő összefüggés adja meg:
Az atommag nukleonokból épül fel, melyeket a töltésfüggetlen erős nukleáris kölcsönhatás tart össze. Az összetett mag tömege mindig kisebb, mint az azt alkotó részecskék tömege külön-külön. Az előálló tömegdefektus vagy tömeghiány:
Δm = Z·Mp + (A−Z)Mn − M(AZX)
A tömeghiánynak (tömegdefektusnak) megfelelő (kötési) energia tartja össze az atommagot. Értéke a Weizsäcker-féle empirikus összefüggésből állapítható meg.

### Sűrűsége
Az atommagok sűrűsége állandó, kémiai elemektől és izotópoktól függetlenül. Az atommag sűrűsége magas érték, 1014 g/cm3, ami megfelel 108 tonna/cm3-nek. Mivel az atommag sűrűsége állandó, ezért a térfogata a tömegszámmal egyenesen arányosan, míg sugara annak köbgyökével arányosan változik.

### Magerő
Földi viszonyok között állandó struktúra az atommag, amelyet a nukleáris kölcsönhatás alakít ki. Két m tömegű nukleon között fellépő magerő hatótávolsága:   b = h/2πmc

### Mérete
A nukleon (proton vagy neutron) átmérője kb. 1 fm (= 10−15 m). Az atommag alakja közelíthető gömbbel, így az atommagok méretének számítására tapasztalati összefüggést alkalmazunk:
{\displaystyle R=R_{0}A^{1/3}\ }
ahol
R a mag sugara
A a tömegszám,
és {\displaystyle R_{0}=\ } 1,2 fm.
A mag sugara 0,005%-a (1/20 000) az atom sugarának. A mag sűrűsége olyan nagy, hogy egy liternyi maganyag tömege körülbelül 200 000 000 000 tonnát nyomna. A kompakt neutroncsillagokat teljes egészében nukleonok alkotják, sűrűségük tehát megegyezik az atommagéval.

## Atommagok csoportosítása

### Felépítésük szerint
- izotóp: azonos protonszám, eltérő neutronszám (például: 11H és 21H)
- izotón: azonos neutronszám, eltérő protonszám (például: 21H és 32He)
- izobár atommagok: azonos nukleonszám, eltérő protonszám (például: 146C és 147N)
- izomer magok: a rendszám és a tömegszám is azonos, csak a mag energiaállapotában van különbség

### Stabilitás szerint
- stabil magok (1)
  - olyan atommagok, amelyeknél radioaktivitást nem tapasztaltak
  - kb. 271 ilyen atommagot ismerünk
  - például: 12C, 14N, 16O

- elsődleges természetes radionuklidok (2)
  - olyan természetes radioaktív magok, amelyek megtalálhatóak a Naprendszer keletkezése óta
  - felezési idejük nagyon hosszú
  - 26 ilyen mag ismert
  - Például: 238U (T=4,47·109 év), 40K (T=1,28·109 év), 87Rb (T=4,8·1010 év)

- másodlagos természetes radionuklidok
  - Olyan magok, amelyek (2) keletkezése révén bomlanak
  - Felezési idejük nagyon rövid, a Naprendszer keletkezése óta nem találhatóak meg
  - 38 ilyen mag ismert
  - Például: 226Ra (T=1600 év), 234Th (T=24,1 nap)

- Indukált természetes radionuklidok
  - állandóan keletkeznek a kozmikus sugárzás hatására
  - 10 ilyen mag ismert
  - Például:  ³H (T=12,3 év), 14C (T=5730 év)

- mesterséges radionuklidok
  - emberi tevékenység során keletkeztek, a természetben nincsenek számottevően jelen
  - 2000 ilyen mag ismert
  - Például: 60Co, 137Cs, 24Na